# Sangue cordonale
Il sangue cordonale è quello contenuto nella placenta e attaccato al cordone ombelicale dopo la nascita del neonato. Il sangue contenuto nel cordone ombelicale è ritenuto particolarmente importante in ematologia, poiché ricco di cellule staminali ematopoietiche, importanti nei trapianti di cellule staminali emopoietiche e nel trattamento di alcune malattie genetiche trattabili attraverso trapianto di cellule staminali.

## Estrazione e conservazione
L'estrazione del contenuto ematico ombelicale è possibile nel parto fisiologico con placenta in utero e nel parto cesareo con placenta ex-utero e in-utero. Il cordone ombelicale deve essere crioconservato entro le 48 ore successive al parto in una sacca sterile idonea alla conservazione di emoderivati. L'estrazione deve essere effettuata da personale competente attraverso una siringa sterile. 
La procedura legata all'estrazione non comporta rischi per il nascituro e per la neo-madre.

## Legislazione italiana
La conservazione per uso personale (allo scopo di un eventuale trapianto autologo) è vietata, in generale, in Italia, come in molti paesi, a causa delle "rilevanti incertezze scientifiche sulla capacità di soddisfare eventuali esigenze terapeutiche future" e sui limiti fisiologici e numerici delle cellule staminali estratte. È consentita solo in vista di un eventuale trapianto eterologo nel corpo di persone consanguinee al nascituro (ad esempio, sorelle/fratelli, sempre che ne sia riscontrata la compatibilità), e solo in caso di appartenenza a una famiglia ad alto rischio di una malattia ereditaria che potrebbe trarre beneficio dal trapianto. Si parla, in questo caso, di "conservazione per uso dedicato" o "donazione dedicata".
L'ordinamento italiano ne consente, tuttavia, la conservazione personale tramite esportazione, a proprie spese, presso una struttura estera.
Il prelievo deve essere autorizzato dalla famiglia e approvato a livello provinciale e regionale ai sensi dell'accordo n.62 del 2010.

## Impieghi nella medicina
Il sangue cordonale contenente cellule staminali emopoietiche è ritenuto molto importante nel trattamento, attraverso trapianto di midollo osseo di alcune neoplasie ematologiche e non, nel trattamento di alcune malattie genetiche (per es. Sindrome di Omenn, ADA-SCID, immunodeficienze severe, leucodistrofie, ecc.), nel trattamento di alcune emopatie benigne e delle anemie severe.